# Anton Welkow
Anton „Toni“ Welkow (auch Anton Velkov geschrieben, bulgarisch Антон Велков; * 15. Juli 1968 in Sofia) ist ein ehemaliger bulgarischer Fußballspieler und heutiger Trainer.

## Trainer-Karriere
Ab Dezember 2010 war er Trainer des bulgarischen Erstligisten FC Tschernomorez Burgas, wurde aber am 21. März 2011 nach der Niederlage gegen den Tabellenletzten Widimi Rakowski, nach insgesamt vier Spielen entlassen. Unter ihn konnte Tschernomorez in vier Spielen nur einen Punkt sichern. Anfang Oktober des gleichen Jahres wurde er als Trainer von Lokomotive Sofia vorgestellt, nachdem sein Vorgänger Dijan Petkow nach einer Serie von Niederlagen entlassen wurde.

## Privates
Sein Sohn Kostadin ist ebenfalls Fußballspieler und trainiert momentan unter ihm bei Lokomotive Sofia.